# Figura św. Jana w Katowicach
Figura św. Jana w Katowicach – figura, przedstawiająca najprawdopodobniej św. Jana Ewangelistę, znajdująca się w katowickiej dzielnicy Śródmieście, u wlotu ulicy św. Jana do Rynku. 
Od figury swoją nazwę wzięła dzisiejsza ul. św. Jana.
Figurę św. Jana wzniesiono w 1816 przy skrzyżowaniu ówczesnych dróg północ-południe i wschód-zachód, przebiegających przez środek wsi Katowice. Dnia 11 lipca 1816 poświęcił ją ks. R. Lubecki. Figurę wyrzeźbiono w piaskowcu.
W 1875 figurę rozbudowano i przeniesiono na prywatną posesję w Brynowie. Brukowano wtedy ulicę św. Jana, a figurę przeniesiono pod pretekstem utrudniania przez nią ruchu ulicznego. W Brynowie umieszczono ją na prywatnej posesji gospodarza Mikołaja Maczugi (dziś posesja przy ul. Dworskiej 2). W 1916, w stulecie jej istnienia, mieszkańcy Brynowa odnowili figurę. Świadczy o tym napis na podstawie figury:

Odnowiona ta figura na stóletnią Rocznicę od Obywateli gminy Brynowskij w roku 1916 i pośw. przes Ks. pr. Globischa są staraniem J. Filippczyk. Bartodziey. E. Singer.

Z inicjatywy Związku Górnośląskiego w 1999 u wlotu ulicy św. Jana do Rynku ustawiono replikę figury, wykonaną przez Mirosława i Jacka Kicińskich.
Obecnie istnieją obydwie figury – replika na ul. św. Jana, a oryginał – w Brynowie, przy ul. Dworskiej 2.

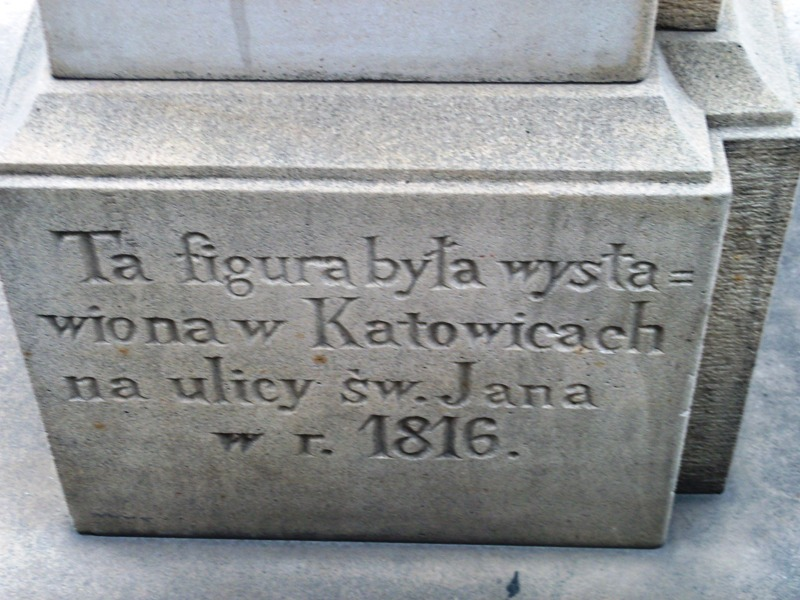
Informacja o wystawieniu figury w 1816
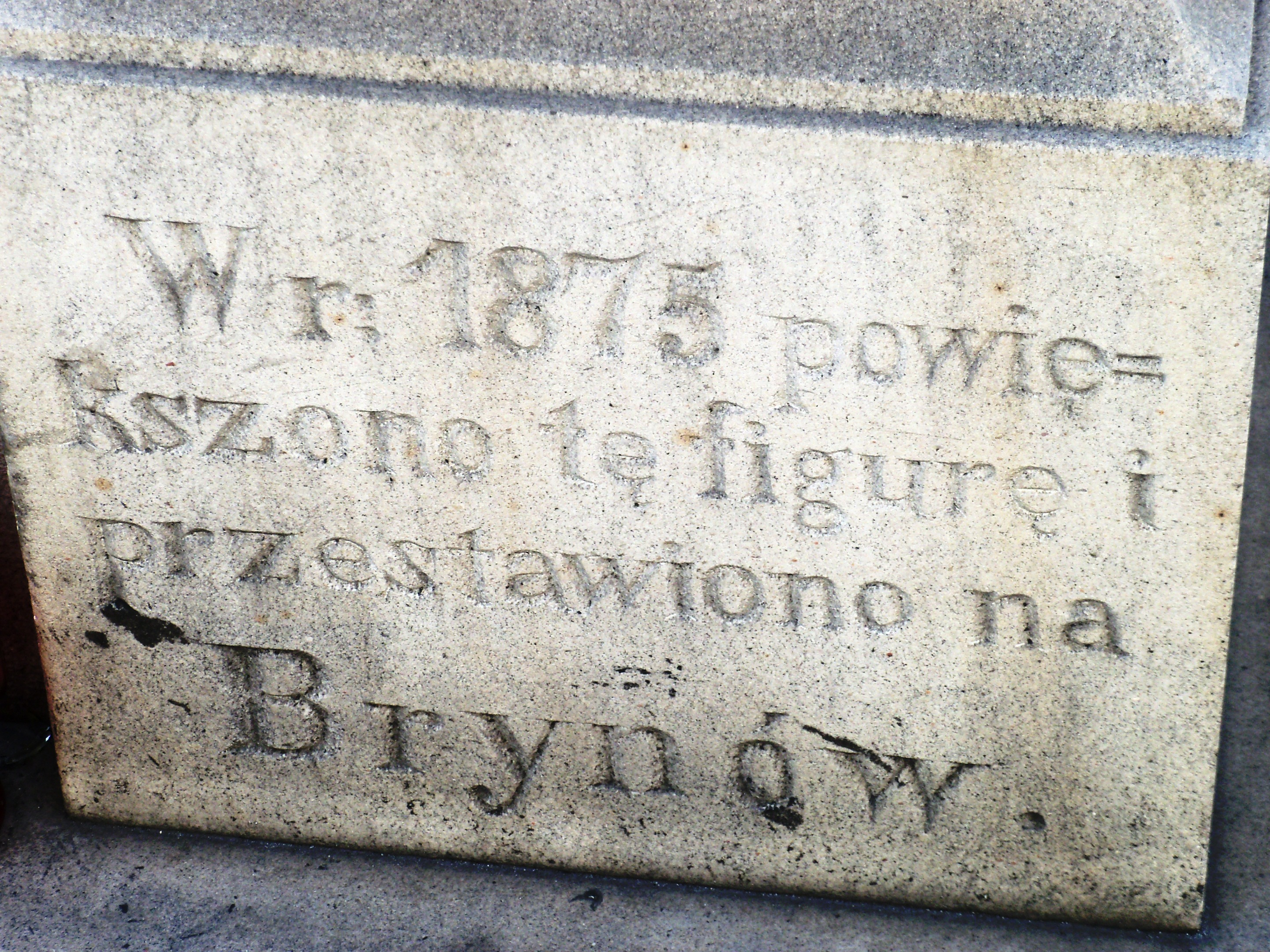
Informacja o przeniesieniu figury w 1875
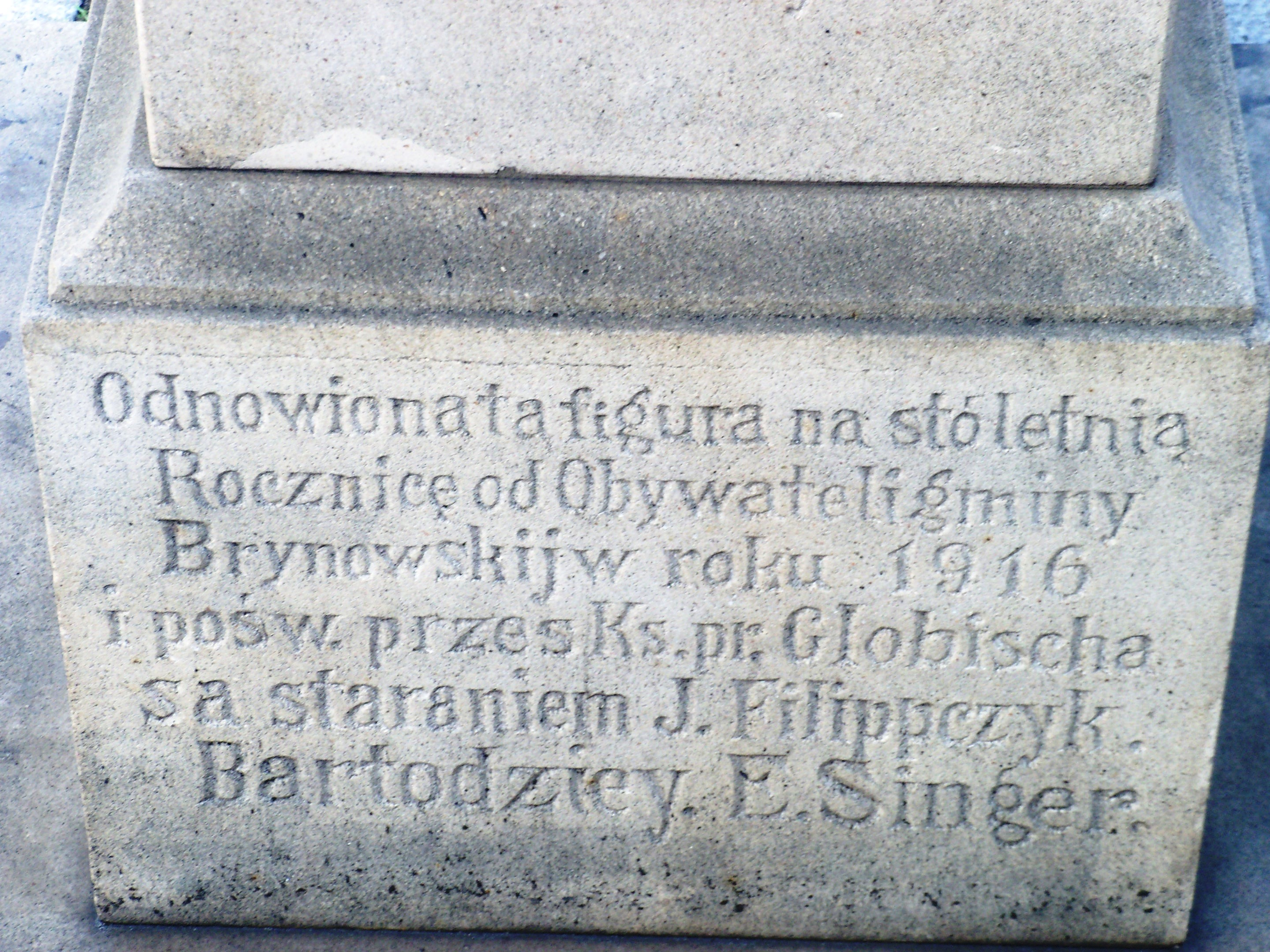
Informacja o odnowieniu figury w 1916
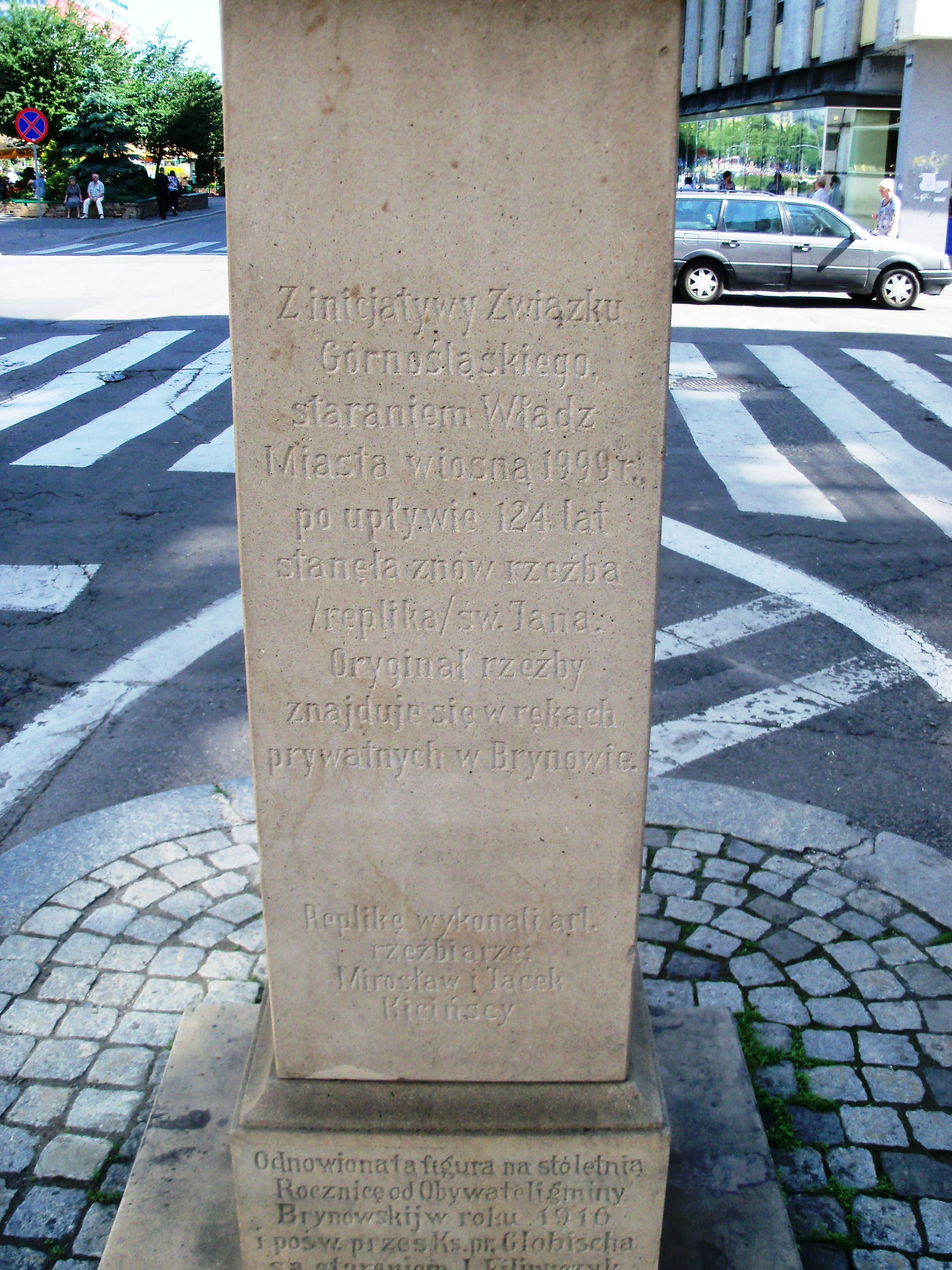
Informacja o ustawieniu repliki w 1999